# Franz Joseph von Buß

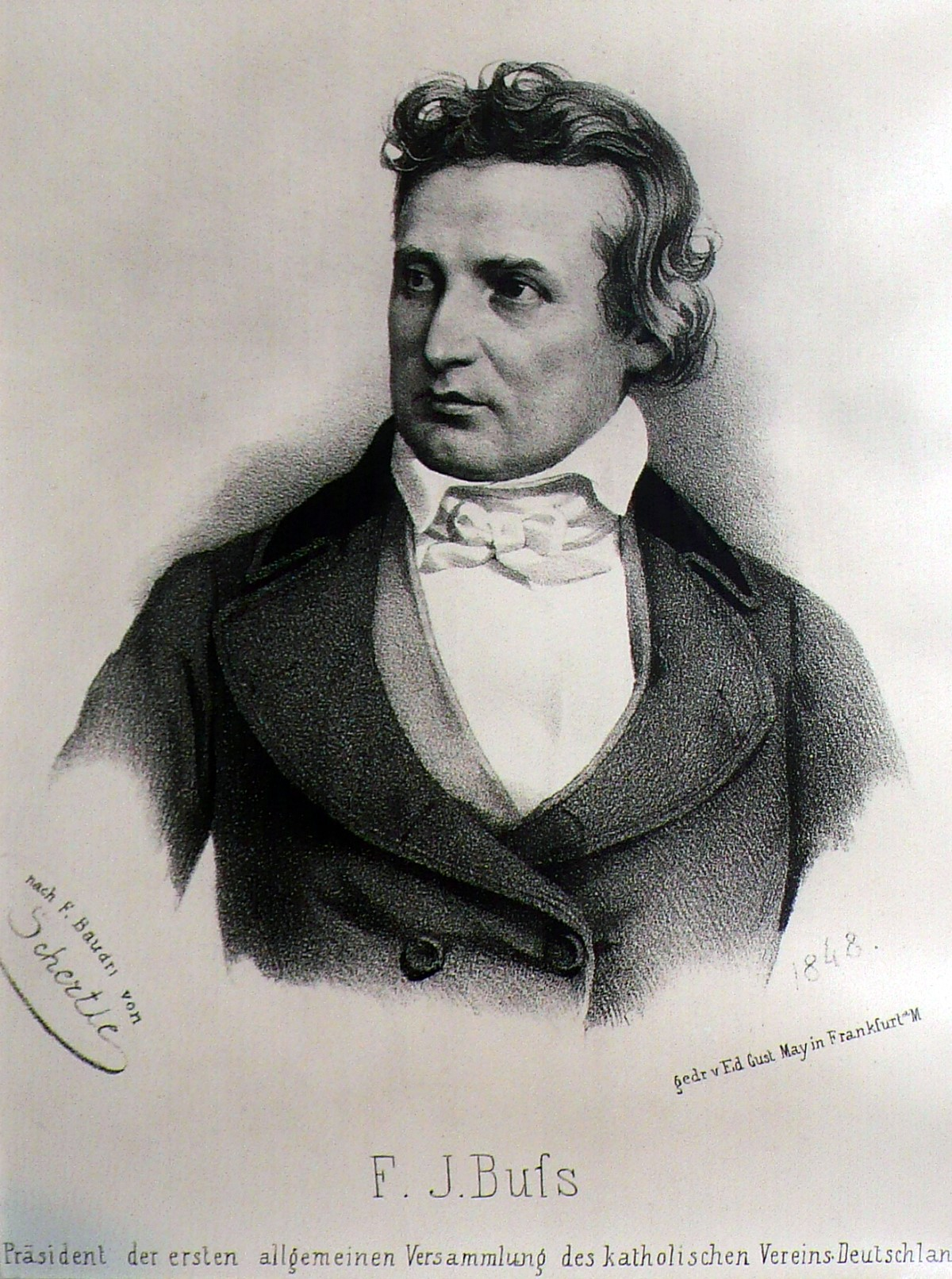
Porträt Franz Joseph von Buß

Franz Joseph Buß, ab 1863 Franz Joseph Ritter von Buß (* 23. März 1803 in Zell am Harmersbach in Baden; † 31. Januar 1878 in Freiburg im Breisgau) war ein deutscher Jurist, Staatsrechtler und katholischer Politiker, großherzoglich badischer Hofrat und Professor an der Universität Freiburg.

## Leben
Franz Joseph Buß war der älteste von insgesamt sieben Geschwistern. Sein Vater war Schneidermeister und Bürgermeister von Zell. Er besuchte das Gymnasium in Offenburg. Nach dem Studium der Philosophie, Medizin, Rechts- und Staatswissenschaften in Freiburg, Heidelberg und Göttingen promovierte Buß 1822 in Freiburg in Philosophie, 1828 in Freiburg in den Rechtswissenschaften und 1831 in Basel in der Medizin. Während des Studiums schloss er sich in Freiburg der Burschenschaft an.
1833 wurde er zunächst außerordentlicher, dann ab 1836 ordentlicher Professor für Staatswissenschaft und Völkerrecht in Freiburg, 1844 zusätzlich auch noch für Kirchenrecht. Mit der Berufung war die Ernennung zum Hofrat verbunden. Er blieb Professor in Freiburg bis zu seinem Tod.
Buß war Herausgeber und Redakteur verschiedener katholischer Zeitungen, Gründer katholischer Vereine und Inhaber von bedeutenden Laienpositionen in der Kirche, so u. a. erzbischöflicher Kommissar. Unter anderem war er Mitbegründer der Görres-Gesellschaft und Mitglied der katholischen Studentenverbindung Hercynia.
In seinen letzten Lebensjahren bis zu seinem Tode am 31. Januar 1878 litt er unter schweren Depressionen und musste sich über mehrere Monate stationär in der Heil- und Pflegeanstalt Illenau behandeln lassen.

## Politische Tätigkeit
Mit 34 Jahren wurde Buß als Kandidat des Wahlkreises Gengenbach-Oberkirch in die Zweite Kammer der Badischen Ständeversammlung gewählt. Seine berühmt gewordene Fabrikrede vom 25. April 1837 gilt als die erste sozialpolitische Rede vor einem deutschen Parlament. Als grundsätzlicher Befürworter der in Gang befindlichen Industrialisierung sah Buß die nachteiligen Folgen für die Arbeiter und verlangte staatliche Hilfsmaßnahmen. Seine Liste konkreter Vorschläge hatte visionären Charakter, sie reichte von Arbeitszeitbeschränkungen über Unfallschutz bis zu Bildungsmaßnahmen und staatlicher Hilfe bei Existenzgründungen. Buß’ Forderungen fanden aber nicht den Beifall der Kammer. Insgesamt gehörte er von 1837 bis 1840 und von 1846 bis 1848 der Zweiten Kammer des badischen Landtags an.
Buß setzte sich in den 1840er Jahren intensiv mit Wort und Schrift für die politische Freiheit der Kirche ein. Die erfolgreiche Sammlung der deutschen Katholiken in den „Piusvereinen“ ist zu nicht geringem Teil auf seinen Einsatz zurückzuführen. Er praktizierte einen durchaus liberalen Katholizismus und war entschiedener Gegner eines Deutschkatholizismus. 1845 gründete er die konservative „Süddeutsche Zeitung für Staat und Kirche“. Als Katholikenführer initiierte der Hofrat die Einberufung einer Katholikenversammlung am 20. November 1848 in Würzburg. Dort wurde, unterstützt vom Domkapitular Georg Joseph Götz, die Gründung eines nur kurze Zeit bestehenden „Katholischen Vereins“ beschlossen, dessen Vorsitz dem Mathematiker Aloys Mayr übertragen wurde. Bei der Ersten Generalversammlung des Katholischen Vereins Deutschlands wurde Franz Joseph von Buß 1848 zum Präsidenten des ersten Deutschen Katholikentages in Mainz gewählt.
Nach der Teilnahme am Vorparlament gehörte Buß vom 5. Dezember 1848 bis zum 30. Mai 1849 der Frankfurter Nationalversammlung als Abgeordneter für Nienborg in Westfalen an. Er zählte zur konservativen Fraktion Café Milani. In der Nationalversammlung und im Erfurter Unionsparlament vertrat er einen starken föderalistischen Ansatz und wandte er sich gegen den Ausschluss Österreichs bei der Wiederherstellung des Deutschen Reichs. Seine Bemühungen blieben ebenso erfolglos wie seine Forderung nach Errichtung einer katholischen Universität.
Das Eintreten für das habsburgische Kaisertum brachte ihm am 15. Januar 1863 mit Diplom vom 11. Oktober 1863 die Erhebung in den österreichischen Adelsstand (Ritter). Die Adelsanerkennung in Baden erfolgte am 29. Januar 1864.
1873 kehrte er bis 1877 nochmals in die badische Kammer zurück. Für die Zentrumspartei gewann Buß im Wahlkreis Tauberbischofsheim 1874 ein Reichstagsmandat, das er ebenfalls bis 1877 innehatte. Hierbei setzte er sich im Kulturkampf für die katholische Kirche ein.
Er war 1875 das erste Ehrenmitglied der katholischen Studentenverbindung KDStV Hercynia Freiburg im Breisgau im CV.
Der Benediktiner und Archivar im Kloster St. Blasien, Anselm Buß war ein Vorfahre.

## Schriften (Auswahl)
- Zum äußern System des römischen Rechts. Ein Programm pro facultate legendi. Wangler, Freiburg 1829.
- Über die Verfassungs-Urkunde der Vereinigten Staaten von Nord-Amerika. Hinrichs, Leipzig 1838.
- Grundlage der Ethik. Zur Erlangung des Lehrrechts in der philosophischen Fakultät der Hochschule Freiburg, Freiburg 1832.

- (mit Georges Philipp Hepp): Geschichte und System der Staatswissenschaft. Drei Bände. Groos, Freiburg 1839.
- Die Methodologie des Kirchenrechts. Wagner, Freiburg 1842.
- Das Bundesstaatsrecht der Vereinigten Staaten Nordamerika's. Macklot, Karlsruhe 1844.
- Der Unterschied der katholischen und der protestantischen Universitaeten Teutschlands. Herder, Freiburg 1846 (Digitalisat).
- Das Rongethum in der badischen Abgeordnetenkammer. Herder, Freiburg 1846 (Digitalisatt).
- Die Gemeinsamkeit der Rechte und der Interessen des Katholicismus in Frankreich und in Teutschland. Zwei Bände. Hurter, Schaffhausen 1847/1850.
- Die teutsche Einheit und die Preußenliebe. Stuttgart 1849.
- (mit Juan Donoso Cortés): Zur katholischen Politik der Gegenwart. Schöningh, Paderborn 1850.
- (mit Charles von Montalembert): Der hohe und niedrige Radicalismus in seiner Feindseligkeit gegen Religion, Recht, Freiheit und Gesittung in der Schweiz, Frankreich und Italien. Hurter, Schaffhausen 1850.
- Urkundliche Geschichte des National- und Territorialkirchenthums in der katholischen Kirche Teutschlands. Hurter, Schaffhausen 1851.
- Die Geschichte der Bedrückung der katholischen Kirche Englands und die Wiederherstellung der bischöflichen Hierarchie in ihr. Ein Gutachten an Lord John Russell. Hurter, Schaffhausen 1851.
- Die Aufgabe des katholischen Theils teutscher Nation in der Gegenwart, oder der katholische Verein Teutschlands. Manz, Regensburg 1851.
- Die Reform der katholischen Gelehrtenbildung in Teutschland an Gymnasien und Universitäten. Hurter, Schaffhausen 1852.
- Die nothwenige Reform des Unterrichts und der Erziehung der katholischen Weltgeistlichkeit Teutschlands. Hurter, Schaffhausen 1852.
- Reformen im Dienst der katholischen Geistlichkeit Teutschlands. Hurter, Schaffhausen 1852.
- Die Gesellschaft Jesu. Zwei Bände. Kunze, Mainz 1853.
- Die Wiederherstellung des canonischen Rechts in der oberrheinischen Kirchenprovinz. Rümelin, Stuttgart 1853.
- Der heilige Thomas. Erzbischof von Canterbury und Primas von ganz England und sein Kampf für die Freiheit der Kirche. Kupferberg, Mainz 1856.
- Winfrid Bonifacius. Aus dem literar. Nachlasse von Franz Joseph von Buß. Hrsg. von Rudolf Ritter von Scherer. Styria, Graz 1880.
- Die Fabrikrede von Franz Joseph Buß vom 25. April 1837. Text und Kontext einer historischen Rede. Schwarzwälder Post Verlag, Zell am Harmersbach 2023, ISBN 978-3-9821302-3-1.